# Гладбах (Айфель)
Гладбах (нем. Gladbach) — община в Германии, в земле Рейнланд-Пфальц.
Входит в состав района Бернкастель-Витлих. Подчиняется управлению Виттлих-Ланд. Население составляет 336 человек (на 31 декабря 2010 года). Занимает площадь 3,60 км².